# Candango-Maulwurfsmaus
Die Candango-Maulwurfsmaus (Juscelinomys candango), auch als Brasilia-Grabmaus bezeichnet, ist ein ausgestorbenes Nagetier aus der Gattung der Maulwurfsmäuse. Die Art ist nur von neun Exemplaren bekannt, die 1960 in Brasilia gesammelt wurden.

## Merkmale
Die Candango-Maulwurfsmaus erreichte eine Kopf-Rumpf-Länge von 136 mm, eine Schwanzlänge von 57 mm, eine Hinterfußlänge von 26 mm und eine Ohrenlänge von 15 mm. Der Schädel war robust und die Schnauze war lang. Das agutibraune Rückenfell war kurz. Das Bauchfell war orange. Der ziemlich dicke Schwanz war gut behaart.

## Lebensraum und Lebensweise
Vor der Urbanisierung war der Lebensraum eine parkähnliche Landschaft mit vereinzelten Bäumen und Grasvegetation. Über die Lebensweise ist nur wenig bekannt. Die Art lebte in Bauten. Der Mageninhalt von einem Exemplar bestand aus vegetarischem Material und aus Ameisen.

## Status
Die Candango-Maulwurfsmaus wurde 1960 vom brasilianischen Zoologen João Moojen im Parco Zoobotanico in Brasilia entdeckt. Neun Exemplare wurden gesammelt. Trotz mehrerer intensiver Suchen wurde die Art in der Folgezeit jedoch nicht mehr wiederentdeckt. Die gesamte Region in der Typuslokalität ist zersiedelt und gehört heute zum Stadtgebiet von Brasília. 2008 wurde die Candango-Maulwurfsmaus von der IUCN für ausgestorben erklärt.

## Systematik
1887 beschrieb der dänische Zoologe Herluf Winge die pleistozäne Form Oxymycterus talpinus auf der Basis von fossilen Überresten aus Minas Gerais. 1965 stellte João Moojen für dieses Taxon die Gattung Juscelinomys auf. 2005 wurden Juscelinomys candango und Juscelinomys talpinus von Guy Musser und Michael D. Carleton im Standardwerk Mammal Species of the World miteinander synonymisiert.